# Теория бифуркаций
Теория бифуркаций динамических систем — это теория, изучающая качественную картину разбиения фазового пространства в зависимости от изменения параметра (или нескольких параметров).

## Обзор
Бифуркация — это качественное изменение поведения динамической системы при бесконечно малом изменении её параметров.
Центральным понятием теории бифуркации является понятие (не)грубой системы. Берётся какая-либо динамическая система и рассматривается такое (много)параметрическое семейство динамических систем, что исходная система получается в качестве частного случая — при каком-либо одном значении параметра (параметров). Если при значении параметров, достаточно близких к данному,  сохраняется качественная картина разбиения фазового пространства на траектории, то такая система называется грубой. В противном случае, если такой окрестности не существует, то система называется негрубой.
Здесь имеется в виду прежде всего плодотворная физическая и математическая идея А.А. Андронова о грубых системах, разработанная им при участии Л.С.Понтрягина. Грубая система — это такая, качественный характер движений которой не меняется при достаточно малом изменении параметров. Консервативные системы не являются грубыми: колебания идеального маятника без трения являются периодическими (не затухают); но периодичности нет при наличии уже сколь угодно малого трения. Всякий генератор незатухающих колебаний обладает характерными свойствами, которые не сохраняются при консервативной идеализации, но правильно отображаются понятием "грубая система".Горелик, 1955
Таким образом в пространстве параметров возникают области грубых систем, которые разделяются поверхностями, состоящими из негрубых систем. Теория бифуркаций изучает зависимость качественной картины при непрерывном изменении параметра вдоль некоторой кривой. Схема, по которой происходит изменение качественной картины называется бифуркационной диаграммой.
Основные методы теории бифуркаций — это методы теории возмущений. В частности, применяется метод малого параметра (Понтрягина).

## Бифуркация равновесий
В механических системах, как правило, установившиеся движения (положения равновесия или относительного равновесия) зависят от параметров. Значения параметров, при которых наблюдается изменение количества равновесий, называются их бифуркационными значениями. Кривые или поверхности, изображающие множества равновесий в пространстве состояний и параметров, называются бифуркационными кривыми или бифуркационными поверхностями. Прохождение параметра через бифуркационное значение, как правило, сопровождается изменением свойств устойчивости равновесий. Бифуркации равновесий могут сопровождаться рождением периодических и других, более сложных движений.

## Основные понятия
Параметр, изменение которого приводит к бифуркации, называется критическим параметром (бифуркационным параметром), а значение этого параметра, при котором происходит бифуркация, называется критическим значением.
Точка в параметрическом пространстве (пространстве, в котором каждой точке соответствует определенное состояние системы, а положение этой точки определяется значениями параметров и переменных состояния), в которой происходит бифуркация, называется точкой бифуркации. Из точки бифуркации могут исходить несколько решений (устойчивых и неустойчивых). При качании (колебании) критического параметра вокруг критической точки возникает гистерезис (неоднозначность) свойств решения.
Точка бифуркации, из которой все исходящие решения устойчивы, называется точкой притяжения (или аттрактором).
Представление любого характеристического свойства решения как функции критического параметра называется Бифуркационная диаграмма.
Наименьшее количество параметров, при которых происходит бифуркация, называется коразмерностью бифуркации.
Суперкритической (нормальной, надкритической) называется бифуркация, при которой изменение системы происходит без скачка.
Субкритической (обратной) называется бифуркация, при которой изменение системы происходит скачком.

Последовательность бифуркаций, качественно меняющих свойства системы, называется сценарием. 
См. в Литературе.

## Седло-узловая бифуркация

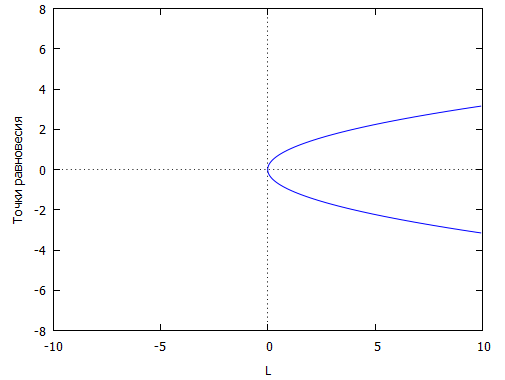
Диаграмма касательной (седло-узловой) бифуркации

Пример седло-узловой бифуркации можно рассмотреть на основе системы, описываемой дифференциальным уравнением:
{\displaystyle {\frac {dx}{dt}}=\lambda -{x^{2}}}
где {\displaystyle \lambda } — варьируемый параметр. Равновесные решения {\displaystyle x_{\rm {{1}{\rm {,2}}}}^{\rm {}}=\pm {\sqrt {\lambda }}} уравнения определены только для {\displaystyle \lambda \geq 0}; при {\displaystyle \lambda <0} равновесные состояния отсутствуют. Значение {\displaystyle \lambda =0} является бифуркационным. На рисунке изображена соответствующая бифуркационная диаграмма. Как видно из рисунка, из точки бифуркации {\displaystyle (x=0,\;\lambda =0)} выходят две ветви равновесных состояний, одна из которых устойчивая, а вторая — неустойчивая. При варьировании параметра в сторону увеличения значений «из ничего» рождаются два состояния равновесия, одно из которых устойчиво. Бифуркации такого рода относят к типу «седло-узел».